# エルンスト・ルスカ
エルンスト・アウグスト・フリードリヒ・ルスカ（ドイツ語: Ernst August Friedrich Ruska, 1906年12月25日 - 1988年5月27日）は、ドイツの物理学者。1986年電子顕微鏡の基礎研究と開発の業績でノーベル物理学賞を受賞した。 
ハイデルベルク生まれ。ミュンヘン工科大学卒業後ベルリン工科大学に進み、マックス・クノールと1931年電子顕微鏡を製作した。
1937年から1955年までジーメンス・ハルスケ社で働き、その後1972年までフリッツ・ハーバー研究所の所長となった。またベルリン自由大学、ベルリン工科大学の教授を歴任した。

## 受賞歴
- 1960年 - アルバート・ラスカー基礎医学研究賞
- 1970年 - パウル・エールリヒ&ルートヴィヒ・ダルムシュテッター賞
- 1975年 - コテニウス・メダル
- 1986年 - ノーベル物理学賞、コッホ・ゴールドメダル